# Vrede van Aken (1748)

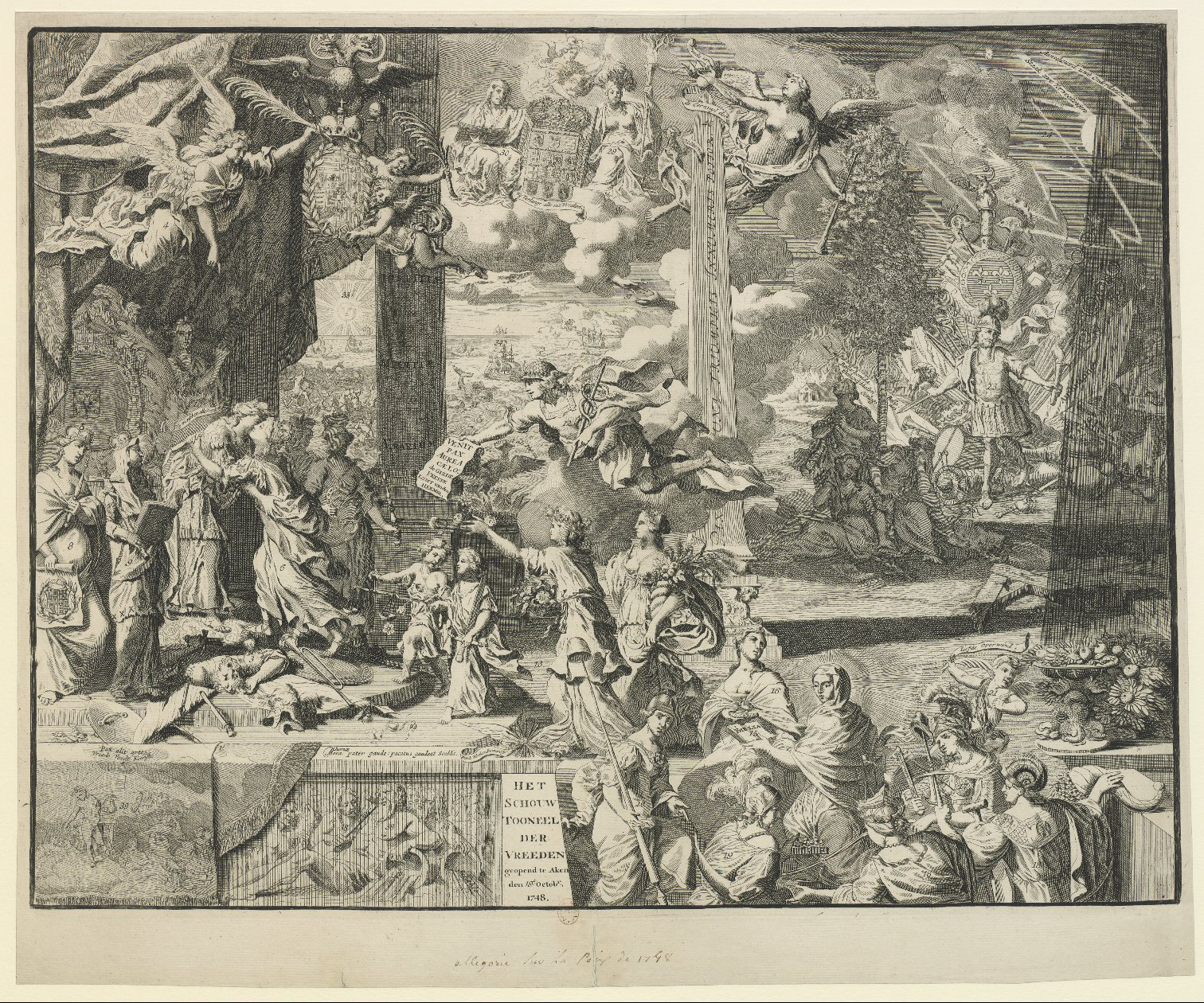
Allegorie op de Vrede van Aken

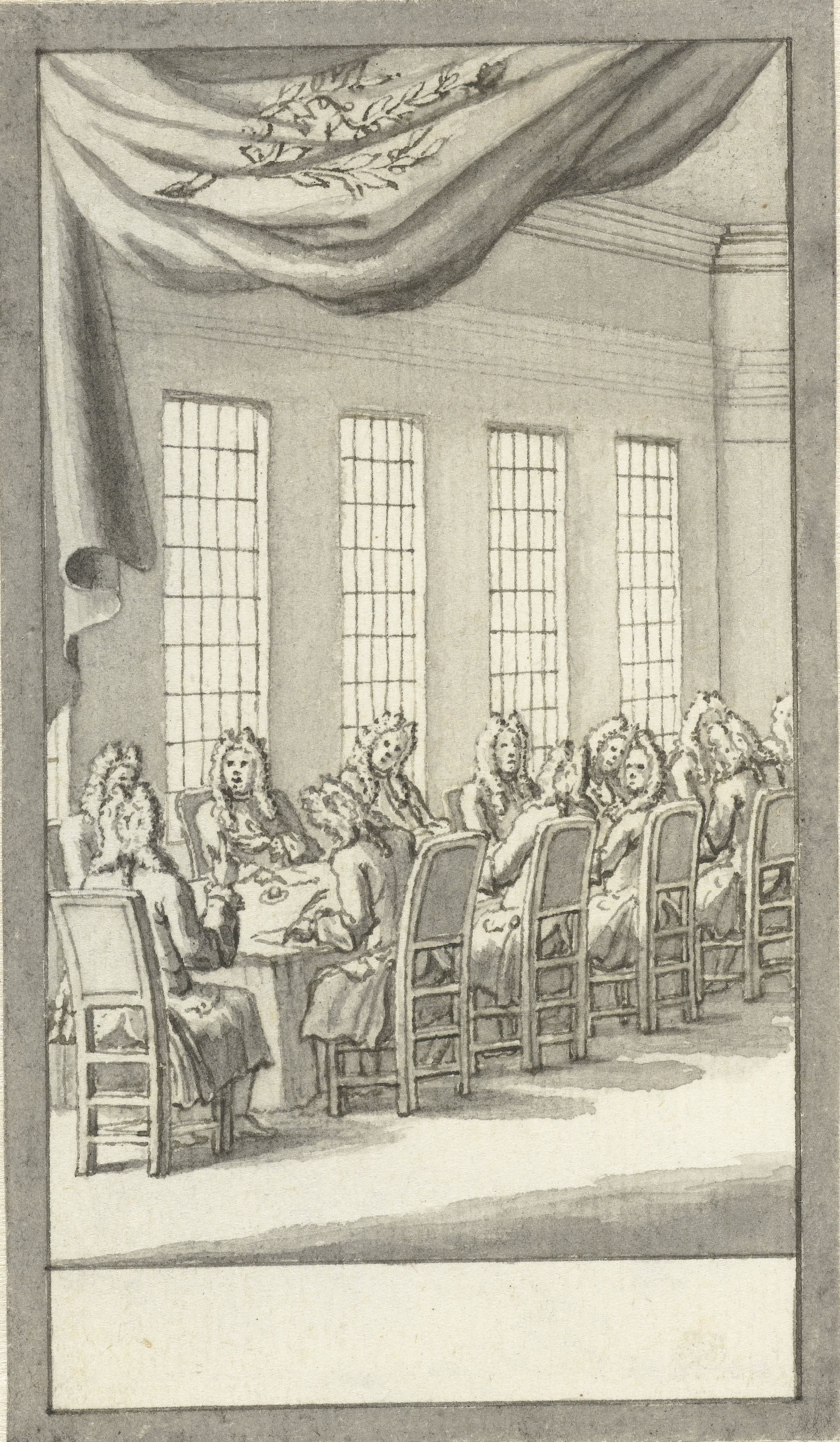
De gevolmachtigden bij de onderhandelingen

De Vrede van Aken beëindigde de Oostenrijkse Successieoorlog en werd getekend door een bijeengekomen congres in de rijksstad Aken in het Heilige Roomse Rijk. Het resulterende verdrag werd getekend op 18 oktober 1748.

## Voorwaarden
Groot-Brittannië en Frankrijk bepaalden de voorwaarden van dit verdrag, die overeengekomen waren bij het Congres van Breda, en andere naties accepteerden ze. Deze waren:
- Oostenrijk erkende de verovering van Silezië door Frederik II van Pruisen, alsook deden ze afstand van delen van hun Italiaanse gebieden aan Spanje.
- Frankrijk trok zich terug uit de Republiek der Zeven Verenigde Nederlanden. Frankrijk trok zich ook terug uit de Oostenrijkse Nederlanden en droeg de forten van de zeven grenssteden Veurne, Ieper, Menen, Doornik, Bergen, Charleroi, Namen en de citadel van Gent in Belgium Austriacum over aan de Republiek.
- Frankrijk kreeg Cape Bretoneiland, met als Franse koloniale naam Ile-Royale, dat het verloor in de Oorlog van koning George terug. Tevens gaf Frankrijk de na de Eerste Carnatische oorlog veroverde stad Madras in India, het huidige Chennai, terug aan Groot-Brittannië.
- Maria Theresia van Oostenrijk stond het hertogdom Parma en Piacenza af aan Spanje.
- Oostenrijk stond de provincies Bobbio en Vigevano en het grootste deel van de provincie Pavia en het graafschap Anghiera, die deel uitmaakten van het hertogdom Milaan, af aan het koninkrijk Sardinië.
- Het hertogdom Modena en Reggio en de republiek Genua, die veroverd waren door Oostenrijk, werden hersteld.
- Het Asiento contract, dat gegarandeerd was aan Groot-Brittannië in 1713 door de Vrede van Utrecht voor 30 jaar, werd vernieuwd. Later maakte Spanje hiertegen bezwaar, en in het Verdrag van Madrid, getekend op 5 oktober 1750, gaf Groot-Brittannië haar claims op in ruil voor £ 100.000.

## Viering
Georg Friedrich Händel componeerde ter ere van de Vrede van Aken zijn beroemde Music for the Royal Fireworks (HWV 351).